# 国際連合安全保障理事会決議の一覧 (1001-1100)
| 決議 | 日付           | 投票        | 備考                                                                                     | 文書リンク              |
| --- | -------------- | ----------- | ---------------------------------------------------------------------------------------- | ----------------------- |
| 1995年安全保障理事会理事国 · 中国 フランス ロシア イギリス アメリカ合衆国 · アルゼンチン ボツワナ チェコ ドイツ ホンジュラス インドネシア イタリア ナイジェリア オマーン ルワンダ |                |             |                                                                                          |                         |
| 1001 | 1995年6月30日  | 全会一致    | 国際連合リベリア監視団の活動期限延長                                                     | 原文 ウィキソース(英語) |
| 1002 | 1995年6月30日  | 全会一致    | 国際連合西サハラ住民投票ミッションの活動期限延長                                         | 原文 ウィキソース(英語) |
| 1003 | 1995年7月5日   | 採択 14-0-1 | ユーゴスラビアに対する一部制裁解除の延長                                                 | 原文 ウィキソース(英語) |
| 1004 | 1995年7月12日  | 全会一致    | ボスニア・ヘルツェゴヴィナのスレブレニツァからのセルビア人勢力軍の撤退要請               | 原文 ウィキソース(英語) |
| 1005 | 1995年7月17日  | 全会一致    | ルワンダの地雷除去に使用する爆発物について                                               | 原文 ウィキソース(英語) |
| 1006 | 1995年7月28日  | 全会一致    | 国際連合レバノン暫定駐留軍の活動期限延長                                                 | 原文 ウィキソース(英語) |
| 1007 | 1995年7月31日  | 全会一致    | 国際連合ハイチ・ミッションの活動期限延長                                                 | 原文 ウィキソース(英語) |
| 1008 | 1995年8月7日   | 全会一致    | 第三次国際連合アンゴラ検証団の活動期限延長                                               | 原文 ウィキソース(英語) |
| 1009 | 1995年8月10日  | 全会一致    | クロアチアと国連平和維持活動・国連保護軍で締結された、セルビア人に対する人道支援の合意   | 原文 ウィキソース(英語) |
| 1010 | 1995年8月10日  | 全会一致    | ボスニア・ヘルツェゴヴィナの拘束された者の解放について                                   | 原文 ウィキソース(英語) |
| 1011 | 1995年8月16日  | 全会一致    | ルワンダ政府に対して課された武器取引制限の停止について                                   | 原文 ウィキソース(英語) |
| 1012 | 1995年8月28日  | 全会一致    | ブルンジにおける国際調査委員会の設置について                                             | 原文 ウィキソース(英語) |
| 1013 | 1995年9月7日   | 全会一致    | アフリカ大湖沼地域における旧ルワンダ政府軍の武器取引に関する国際調査委員会の設置について | 原文 ウィキソース(英語) |
| 1014 | 1995年9月15日  | 全会一致    | 国際連合リベリア監視団の活動期限延長                                                     | 原文 ウィキソース(英語) |
| 1015 | 1995年9月15日  | 全会一致    | ユーゴスラビアに対する一部制裁解除の延長                                                 | 原文 ウィキソース(英語) |
| 1016 | 1995年9月21日  | 全会一致    | ボスニア・ヘルツェゴヴィナにおける人道、軍事情勢について                                 | 原文 ウィキソース(英語) |
| 1017 | 1995年9月22日  | 全会一致    | 国際連合西サハラ住民投票ミッションの活動期限延長                                         | 原文 ウィキソース(英語) |
| 1018 | 1995年11月7日  | 全会一致    | 死去により欠員となった国際司法裁判所判事を補充する選挙の期日決定                         | 原文 ウィキソース(英語) |
| 1019 | 1995年11月9日  | 全会一致    | 旧ユーゴスラビアによる国際人道法違反について                                             | 原文 ウィキソース(英語) |
| 1020 | 1995年11月10日 | 全会一致    | 国際連合リベリア監視団の権限の調整について                                               | 原文 ウィキソース(英語) |
| 1021 | 1995年11月22日 | 採択 14-0-1 | 旧ユーゴスラビアの和平協定に伴う武器禁輸措置の終了                                       | 原文 ウィキソース(英語) |
| 1022 | 1995年11月22日 | 採択 14-0-1 | 旧ユーゴスラビア関係の決議による制裁措置の停止について                                   | 原文 ウィキソース(英語) |
| 1023 | 1995年11月22日 | 全会一致    | クロアチア政府とセルビア人地方代表の合意について                                         | 原文 ウィキソース(英語) |
| 1024 | 1995年11月28日 | 全会一致    | 国際連合兵力引き離し監視軍の活動期限延長                                                 | 原文 ウィキソース(英語) |
| 1025 | 1995年11月30日 | 全会一致    | クロアチアにおける国際連合クロアチア信頼回復活動終了の提案                               | 原文 ウィキソース(英語) |
| 1026 | 1995年11月30日 | 全会一致    | 国際連合保護軍活動期限延期                                                               | 原文 ウィキソース(英語) |
| 1027 | 1995年11月30日 | 全会一致    | 国際連合予防展開軍の活動期限延長                                                         | 原文 ウィキソース(英語) |
| 1028 | 1995年12月8日  | 全会一致    | 国際連合ルワンダ支援団活動期限延期                                                       | 原文 ウィキソース(英語) |
| 1029 | 1995年12月12日 | 全会一致    | 国際連合ルワンダ支援団の活動期限延長と権限の調整                                         | 原文 ウィキソース(英語) |
| 1030 | 1995年12月14日 | 全会一致    | 国際連合タジキスタン監視団の活動期限延長                                                 | 原文 ウィキソース(英語) |
| 1031 | 1995年12月15日 | 全会一致    | ボスニア・ヘルツェゴヴィナの和平協定履行、国際連合保護軍から和平履行部隊へ権限移譲       | 原文 ウィキソース(英語) |
| 1032 | 1995年12月19日 | 全会一致    | 国際連合キプロス平和維持軍の活動期限延長                                                 | 原文 ウィキソース(英語) |
| 1033 | 1995年12月19日 | 全会一致    | 西サハラの選挙について                                                                   | 原文 ウィキソース(英語) |
| 1034 | 1995年12月21日 | 全会一致    | 旧ユーゴスラビアによる国際人道法違反について                                             | 原文 ウィキソース(英語) |
| 1035 | 1995年12月21日 | 全会一致    | 国際連合国際警察タスク・フォースと平和実施のための国連民間事務所の設置について           | 原文 ウィキソース(英語) |
| 1996年安全保障理事会理事国 · 中国 フランス ロシア イギリス アメリカ合衆国 · ボツワナ チリ エジプト ギニアビサウ ドイツ ホンジュラス インドネシア イタリア 韓国 ポーランド         |                |             |                                                                                          |                         |
| 1036 | 1996年1月12日  | 全会一致    | 国際連合グルジア監視団の活動期限延長                                                     | 原文 ウィキソース(英語) |
| 1037 | 1996年1月15日  | 全会一致    | 国際連合東スラヴォニア・バラニャおよび西スレム暫定統治機構の設置について                 | 原文 ウィキソース(英語) |
| 1038 | 1996年1月15日  | 全会一致    | 国際連合プレヴラカ監視団の設置について                                                   | 原文 ウィキソース(英語) |
| 1039 | 1996年1月29日  | 全会一致    | 国際連合レバノン暫定駐留軍の活動期限延長                                                 | 原文 ウィキソース(英語) |
| 1040 | 1996年1月29日  | 全会一致    | ブルンジ情勢について                                                                     | 原文 ウィキソース(英語) |
| 1041 | 1996年1月29日  | 全会一致    | 国際連合リベリア監視団の活動期限延長                                                     | 原文 ウィキソース(英語) |
| 1042 | 1996年1月31日  | 全会一致    | 国際連合西サハラ住民投票ミッションの活動期限延長                                         | 原文 ウィキソース(英語) |
| 1043 | 1996年1月31日  | 全会一致    | 国際連合東スラヴォニア・バラニャおよび西スレム暫定統治機構に100人の軍事監視団を派遣      | 原文 ウィキソース(英語) |
| 1044 | 1996年1月31日  | 全会一致    | エジプト大統領暗殺未遂について、スーダンに容疑者引き渡しを要求                           | 原文 ウィキソース(英語) |
| 1045 | 1996年2月8日   | 全会一致    | 第三次国際連合アンゴラ検証団の活動期限延長                                               | 原文 ウィキソース(英語) |
| 1046 | 1996年2月13日  | 全会一致    | 国際連合予防展開軍の強化                                                                 | 原文 ウィキソース(英語) |
| 1047 | 1996年2月29日  | 全会一致    | 旧ユーゴスラビア国際戦犯法廷、ルワンダ国際戦犯法廷の検察官任命                           | 原文 ウィキソース(英語) |
| 1048 | 1996年2月29日  | 全会一致    | 国際連合ハイチ・ミッションの活動期限延長、部隊削減                                       | 原文 ウィキソース(英語) |
| 1049 | 1996年3月5日   | 全会一致    | ブルンジ情勢について                                                                     | 原文 ウィキソース(英語) |
| 1050 | 1996年3月8日   | 全会一致    | 国際連合ルワンダ支援団の撤収について                                                     | 原文 ウィキソース(英語) |
| 1051 | 1996年3月27日  | 全会一致    | イラクに対する輸出入の監視について                                                       | 原文 ウィキソース(英語) |
| 1052 | 1996年4月18日  | 全会一致    | レバノンでの戦闘停止を呼びかけ                                                           | 原文 ウィキソース(英語) |
| 1053 | 1996年4月23日  | 全会一致    | 旧ルワンダ政府軍による武器輸出規制違反についての調査委員会の調査結果                     | 原文 ウィキソース(英語) |
| 1054 | 1996年4月26日  | 採択 13-0-2 | エジプト大統領暗殺未遂について、容疑者引き渡しに応じないスーダンに対する制裁             | 原文 ウィキソース(英語) |
| 1055 | 1996年5月8日   | 全会一致    | 第三次国際連合アンゴラ検証団の活動期限延長                                               | 原文 ウィキソース(英語) |
| 1056 | 1996年5月29日  | 全会一致    | 国際連合西サハラ住民投票ミッションの活動期限延長                                         | 原文 ウィキソース(英語) |
| 1057 | 1996年5月30日  | 全会一致    | 国際連合兵力引き離し監視軍の活動期限延長                                                 | 原文 ウィキソース(英語) |
| 1058 | 1996年5月30日  | 採択 14-0-1 | 国際連合予防展開軍の活動期限延長                                                         | 原文 ウィキソース(英語) |
| 1059 | 1996年5月31日  | 全会一致    | 国際連合リベリア監視団の活動期限延長                                                     | 原文 ウィキソース(英語) |
| 1060 | 1996年6月12日  | 全会一致    | イラクによる国連特別委員会の査察拒否について                                             | 原文 ウィキソース(英語) |
| 1061 | 1996年6月14日  | 全会一致    | 国際連合タジキスタン監視団の活動期限延長                                                 | 原文 ウィキソース(英語) |
| 1062 | 1996年6月28日  | 全会一致    | 国際連合キプロス平和維持軍の活動期限延長                                                 | 原文 ウィキソース(英語) |
| 1063 | 1996年6月28日  | 全会一致    | 国際連合ハイチ支援団の設置について                                                       | 原文 ウィキソース(英語) |
| 1064 | 1996年7月11日  | 全会一致    | 第三次国際連合アンゴラ検証団の活動期限延長                                               | 原文 ウィキソース(英語) |
| 1065 | 1996年7月12日  | 全会一致    | 国際連合グルジア監視団の活動期限延長                                                     | 原文 ウィキソース(英語) |
| 1066 | 1996年7月15日  | 全会一致    | 国際連合プレヴラカ監視団の活動期限延長                                                   | 原文 ウィキソース(英語) |
| 1067 | 1996年7月26日  | 採択 13-0-2 | キューバによる民間航空機2機撃墜について                                                  | 原文 ウィキソース(英語) |
| 1068 | 1996年7月30日  | 全会一致    | 国際連合レバノン暫定駐留軍の活動期限延長                                                 | 原文 ウィキソース(英語) |
| 1069 | 1996年7月30日  | 全会一致    | 国際連合東スラヴォニア・バラニャおよび西スレム暫定統治機構の活動期限延長                 | 原文 ウィキソース(英語) |
| 1070 | 1996年8月16日  | 採択 13-0-2 | エジプト大統領暗殺未遂について、決議に従わないスーダンに対して追加制裁                   | 原文 ウィキソース(英語) |
| 1071 | 1996年8月30日  | 全会一致    | 国際連合リベリア監視団の活動期限延長                                                     | 原文 ウィキソース(英語) |
| 1072 | 1996年8月30日  | 全会一致    | ブルンジ情勢について                                                                     | 原文 ウィキソース(英語) |
| 1073 | 1996年9月28日  | 採択 14-0-1 | イスラエルとパレスチナの衝突について                                                     | 原文 ウィキソース(英語) |
| 1074 | 1996年10月1日  | 全会一致    | ボスニア・ヘルツェゴヴィナの選挙に伴い、旧ユーゴスラビアに対する制裁を終了               | 原文 ウィキソース(英語) |
| 1075 | 1996年10月11日 | 全会一致    | 第三次国際連合アンゴラ検証団の活動期限延長                                               | 原文 ウィキソース(英語) |
| 1076 | 1996年10月22日 | 全会一致    | アフガニスタン情勢について                                                               | 原文 ウィキソース(英語) |
| 1077 | 1996年10月22日 | 採択 14-0-1 | 国際連合グルジア監視団に人権に関する部局を設立                                           | 原文 ウィキソース(英語) |
| 1078 | 1996年11月9日  | 全会一致    | アフリカ大湖地域の難民危機                                                               | 原文 ウィキソース(英語) |
| 1079 | 1996年11月15日 | 全会一致    | 国際連合東スラヴォニア・バラニャおよび西スレム暫定統治機構の活動期限延長                 | 原文 ウィキソース(英語) |
| 1080 | 1996年11月15日 | 全会一致    | アフリカ大湖地域における人道目的の多国籍軍設立について                                   | 原文 ウィキソース(英語) |
| 1081 | 1996年11月27日 | 全会一致    | 国際連合兵力引き離し監視軍の活動期限延長                                                 | 原文 ウィキソース(英語) |
| 1082 | 1996年11月27日 | 全会一致    | 国際連合予防展開軍の活動期限延長                                                         | 原文 ウィキソース(英語) |
| 1083 | 1996年11月27日 | 全会一致    | 国際連合リベリア監視団の活動期限延長                                                     | 原文 ウィキソース(英語) |
| 1084 | 1996年11月27日 | 全会一致    | 国際連合西サハラ住民投票ミッションの活動期限延長                                         | 原文 ウィキソース(英語) |
| 1085 | 1996年11月29日 | 全会一致    | 国際連合ハイチ支援団の活動期限延長                                                       | 原文 ウィキソース(英語) |
| 1086 | 1996年12月5日  | 全会一致    | 国際連合ハイチ支援団の活動期限延長                                                       | 原文 ウィキソース(英語) |
| 1087 | 1996年12月11日 | 全会一致    | 第三次国際連合アンゴラ検証団の活動期限延長                                               | 原文 ウィキソース(英語) |
| 1088 | 1996年12月12日 | 全会一致    | 平和安定化部隊の設置について                                                             | 原文 ウィキソース(英語) |
| 1089 | 1996年12月13日 | 全会一致    | 国際連合タジキスタン監視団の活動期限延長                                                 | 原文 ウィキソース(英語) |
| 1090 | 1996年12月13日 | 無投票採択  | 事務総長にコフィー・アナンを推薦                                                         | 原文 ウィキソース(英語) |
| 1091 | 1996年12月13日 | 無投票採択  | ブトロス・ブトロス＝ガーリの功績について                                                 | 原文 ウィキソース(英語) |
| 1092 | 1996年12月23日 | 全会一致    | 国際連合キプロス平和維持軍の活動期限延長                                                 | 原文 ウィキソース(英語) |
| 1997年安全保障理事会理事国 · 中国 フランス ロシア イギリス アメリカ合衆国 · チリ コスタリカ エジプト ギニアビサウ 日本 ケニア 韓国 ポーランド ポルトガル スウェーデン             |                |             |                                                                                          |                         |
| 1093 | 1997年1月14日  | 全会一致    | 国際連合プレヴラカ監視団の活動期限延長                                                   | 原文 ウィキソース(英語) |
| 1094 | 1997年1月20日  | 全会一致    | 国際連合グアテマラ人権監視団の設置について                                               | 原文 ウィキソース(英語) |
| 1095 | 1997年1月28日  | 全会一致    | 国際連合レバノン暫定駐留軍の活動期限延長                                                 | 原文 ウィキソース(英語) |
| 1096 | 1997年1月30日  | 全会一致    | 国際連合グルジア監視団の活動期限延長                                                     | 原文 ウィキソース(英語) |
| 1097 | 1997年2月18日  | 全会一致    | ザイール東部の5点の平和計画                                                              | 原文 ウィキソース(英語) |
| 1098 | 1997年2月27日  | 全会一致    | 第三次国際連合アンゴラ検証団の活動期限延長                                               | 原文 ウィキソース(英語) |
| 1099 | 1997年3月14日  | 全会一致    | 国際連合タジキスタン監視団の活動期限延長                                                 | 原文 ウィキソース(英語) |
| 1100 | 1997年3月27日  | 全会一致    | 国際連合リベリア監視団の活動期限延長                                                     | 原文 ウィキソース(英語) |